# Steps in Time
Steps in Time è l'album di debutto dei King, gruppo new wave britannico di Coventry. Il lavoro è stato pubblicato nel 1984 su etichetta CBS.
Nonostante i King durarono soltanto due anni e mezzo come band, riuscirono a collezionare 5 singoli Top 40 in Gran Bretagna, tra cui due Top 10: Love & Pride (#2), ristampa del 45 giri d'esordio, tratto da questo primo album, e Alone without You (#8), dal secondo album Bitter Sweet.
Entrambi i long playing raggiungono la Top Ten, dopo di che, il gruppo si scioglie e il cantante e leader, Paul King, inizia una breve carriera solista, pubblicando il 33 giri Joy. Dopo il primissimo singolo Love & Pride, viene estratto un secondo 45 dal lavoro di debutto, Won't You Hold My Hand Now, che arriva al Numero 24 nel Regno Unito.
Viene realizzato anche un videoclip live per il brano Trouble, in rotazione continua su MTV, ma la canzone non è mai uscita su formato singolo. Anche altre due tracce dell'LP sono state molto popolari all'epoca: il pezzo d'apertura Fish e Cherry.
Dopo l'enorme successo del disco, la relativa edizione in cassetta è stata sùbito ristampata, con l'aggiunta di otto bonus tracks, costituite da lati B, inediti e alcuni remix, tra cui Love & Pride (Body & Soul Mix) e Won't You Hold My Hand Now (Heavy Times Mix).

## Tracce

### LP
1. Fish - 5:10 (P. King)
2. Love & Pride - 3:20 (P. King/M. Roberts)
3. And As for Myself - 3:22 (P. King/P. Haines)
4. Trouble - 4:02 (P. King)
5. Won't You Hold My Hand Now - 3:12 (P. King/M. Roberts/J. Lantsbery/T. Wall)
6. Unity Song - 4:06 (P. King)
7. Cherry - 4:15 (P. King/P. Haines/M. Roberts/J. Lantsbery/T. Wall)
8. Soul on My Boots - 3:35 (P. King)
9. I Kissed the Spikey Fridge - 4:05 (P. King)
10. Fish (Reprise) - 2:28 (P. King)

### MC
1. Fish
2. Love & Pride
3. And As for Myself
4. Trouble
5. Won't You Hold My Hand Now
6. Don't Stop
7. Soul on My Boots (Rub-a-Dub Mix)
8. Endlessly
9. Fools
10. Unity Song
11. Cherry
12. Soul on My Boots
13. I Kissed the Spikey Fridge
14. Fish (Reprise)
15. Ain't No Doubt
16. Love & Pride (Body & Soul Mix)
17. Won't You Hold My Hand Now (Heavy Times Mix)
18. Classic Strangers

## Materiale promozionale

### Singoli estratti dall'album
- Love & Pride (UK #2)
- Won't You Hold My Hand Now (UK #24)

### Videoclip
- Love & Pride (studio)
- Won't You Hold My Hand Now (studio)
- Trouble (live)

## Credits

### Formazione
- Paul King: voce
- Mick Roberts: tastiere
- Tony Wall: basso
- Jim "Jackal" Lantsbery: chitarra
- Adrian Lillywhite: drums

### Produzione
- Richard James Burgess: produzione e batteria
- Phill Brown: tecnico del suono e missaggio
- Liam Henshall: produzione #5
- Andy Jackson e Flood: tecnici del suono
- Dave Bascombe: tecnico del suono #5
- Aaron: cutting

### Studi di registrazione, missaggio e cutting
- Park Gate, The Manor e Trident One: studi di registrazione
- Trident Two: studio di missaggio
- The Masteroom: studio di cutting

### Staff
- Perry Haines per la Dolphin Lovers Ltd.: management
- Assorted iMaGes: copertina
- Sheila Rock, Clare Muller e James Palmer: fotografia

## Dettagli pubblicazione
| Paese | Data | Etichetta | Formato | N° Catalogo |
| UK    | 1984 | CBS       | LP      | BFE 40061   |